# Shota Kofie
Chukwunyere Shota Kofie (japanisch 木吹 翔太 Kofie Shota; * 19. August 2006 in der Präfektur Ishikawa) ist ein japanischer Fußballspieler.

## Karriere

### Verein
Shota Kofie erlernte das Fußballspielen in der Jugend von Sanfrecce Hiroshima. Hier unterschrieb er am 1. Februar 2025 seinen ersten Vertrag. Der Verein aus Hiroshima spielt in der ersten japanischen Liga, der J1 League. Einen Tag nach Vertragsunterschrift wechselte er auf Leihbasis zum Zweitligisten Iwaki FC. Sein Zweitligadebüt für den Verein aus Iwaki gab Kofie am 23. Februar 2025 (2. Spieltag) im Auswärtsspiel gegen Ōita Trinita. Bei dem 0:0-Unentschieden stand er in der Startelf und wurde in der 64. Minute gegen Sōsuke Shibata ausgewechselt.

### Nationalmannschaft
Shota Kofie spielt seit 2024 für die japanische U18-Nationalmannschaft sowie für die U19-Mannschaft.